# Johnny Broers
Pour les articles homonymes, voir Broers.
Johnny Broers (né le 9 avril 1959 à Maartensdijk) est un coureur cycliste néerlandais. Professionnel entre 1981 et 1988, il a disputé deux Tours de France, en 1981 et 1982, et a pris la troisième place de l'Amstel Gold Race en 1985.
Son fils Remco a également été coureur cycliste.

## Palmarès
- 1979
  - Ronde van Zuid-Holland
  - Trofeo Valco (avec Steve Jones (en))
  - 2e du Grand Prix de France
  - 3e de l'Acht van Chaam
- 1980
  - Circuit Het Volk amateurs
  - 7e étape secteur b de l'Olympia's Tour (contre-la-montre)
  - 2e étape du Circuit de Flandre zélandaise (contre-la-montre)
  - 2e du Circuit de Flandre zélandaise
  - 3e du Tour de Rhénanie-Palatinat
- 1981
  - 3e de la Flèche brabançonne
- 1983
  - Wanzele Koerse
  - 1re étape secteur b du Tour Européen Lorraine-Alsace (contre-la-montre par équipes)
  - 2e du Tour des Pays-Bas
  - 3e du Tour Européen Lorraine-Alsace
- 1985
  - 3e de l'Amstel Gold Race
- 1987
  - Ronde van Midden-Nederland
  - 2e de Seraing-Aix-Seraing
  - 2e de Dorpenomloop Rucphen
  - 3e du Hel van het Mergelland

## Résultats sur les grands tours

### Tour de France
- 1981 : 113e du classement général
- 1982 : abandon

### Tour d'Espagne
- 1982 : 28e du classement général